# 灰田勝彦
灰田 勝彦（はいだ かつひこ、1911年（明治44年）8月20日 - 1982年（昭和57年）10月26日）は、日本の歌手、ウクレレ奏者。本名（幼名）：灰田 稔勝（はいだ としかつ）。ハワイアンやヨーデル、流行歌で第二次世界大戦前後に一世を風靡し、また、映画俳優としても華々しく活躍した。作曲家でスチールギター奏者の灰田晴彦は兄（のちに有紀彦に改名）。
保谷市（現在の西東京市）を気に入り、居を構えていた。

## 生涯

### 幼少期
灰田稔勝（のちの勝彦）は、明治政府の移民政策によって広島（現在の広島市南区）からハワイに移住した医師・灰田勝五郎の三男として、ハワイのホノルルで生まれた。1920年（大正9年）、博愛家として現地の邦人に慕われた父が医療活動による過労が原因で急逝した。
1922年（大正11年）、父の納骨のために母、2つ年上の兄・可勝（のちの晴彦）らと共に帰国し、父親の故郷である広島市内に父の墓を建立した。しかし、1923年（大正12年）に関東大震災に見舞われて、家族でハワイに戻ることを決意する。荷物をまとめて、乗船の切符も全て用意した矢先に、震災の混乱で一切の所持品を盗難され、一家は日本滞在を余儀なくされた。

### 学生時代
灰田兄弟は、父親の遺志を継ぐべく、1924年（大正13年）に可勝が、そして、1925年（大正14年）に稔勝がそれぞれ獨協中学に進学して医師への道を志すが、在学中、稔勝はサッカーに熱中してしまう。その為、成績が芳しくなかったことから、医学部への進学はあきらめ、1930年（昭和5年）に立教大学予科に進学した。
大学では野球に熱中する一方で、在学中の1931年（昭和6年）に、可勝が主宰した日本初のハワイアン・バンド「モアナ・グリークラブ」に入り、ボーカル・ウクレレ奏者として活躍した。
1933年（昭和8年）、この頃から可勝は晴彦を、稔勝は勝彦を名乗るようになった。日本に初めてスチールギターの音色を伝えたこのバンドは、人気が徐々に上昇し、勝彦も各レコード会社でレコーディングするようになった。1934年（昭和9年）には、ポリドールで藤田稔の名義でレコーディングを行っている。

### 歌手デビュー
1936年（昭和11年）に立教大学を卒業して、晴彦が所属する日本ビクターと正式に専属契約を結び、「ハワイのセレナーデ」でデビューした。1937年（昭和12年）、ハワイ音楽にコミカルな詞をつけた「真赤な封筒」が初ヒットする。この頃より日中戦争の影響でレコード業界も戦時色が強くなったため、ハワイアンのみならず流行歌のレコーディングも行うようになる。しかし、佐々木俊一作曲の「雨の酒場」がヒットの兆しを見せていた最中、戦時下に相応しくないという理由で発売中止の処分を受けてしまう。
また、本業の歌手だけに止まらず、東宝系となるJOスタジオと俳優としても専属契約し、『たそがれの湖』でスクリーンにデビューした。しかし、同年の暮、映画「人生競馬」の撮影中に召集令状を受け取り、中国戦線に赴くこととなる。慣れない生活と気苦労から、重症の黄疸を患い、現地の野戦病院で静養したのち、内地に送還されて、九州の小倉、東京の大蔵陸軍病院で療養した。1939年（昭和14年）に応召を解除され、同年暮れから歌手に復帰した。
1940年（昭和15年）、当時の人気アイドルの高峰秀子と共演した千葉泰樹監督の南旺映画『秀子の応援団長』では、劇中で歌った挿入歌「燦めく星座」が高峰の歌った主題歌「青春グラウンド」を抜いて40万枚の大ヒットとなり、それまで人気があったもののマイナーな存在だった勝彦が全国的な人気スターになるきっかけとなった。
続いて出演した東宝映画『燃ゆる大空』では、飛行兵を演じる。不時着して重傷を負いながら、「故郷の空」を歌うシーンは、若い女性の紅涙を絞り、映画俳優としての人気をも確立していった。
レコードにおいては、「燦めく星座」の爆発的なヒットに続いて、「こりゃさの音頭」「お玉杓子は蛙の子」「森の小径」とヒットを連打。日米開戦後は、1942年（昭和17年）「マニラの街角で」「ジャワのマンゴ売り」「新雪」「鈴懸の径」と戦時中にもかかわらず、絶大な人気を得ることとなる。
人気の上昇につれて、甘く切ない歌声は、「感傷的で好ましくない」と徐々に、内務省をはじめとする当局から睨まれ、「燦めく星座」の一番の歌詞の「男純情の愛の星の色」が陸軍の象徴である神聖な星を、流行歌の詞に軽々しく使用するとは何事かとクレームをつけられる。止むなく1943年（昭和18年）に改訂版を「ジャワの夕月」のカップリングで発売するという事態になる。しかしながら、人気は衰えず、「バタビアの夜は更けて」「加藤部隊歌」「ラバウル海軍航空隊」とレコードのヒットは続き、スクリーンにおいても東宝映画『ハナ子さん』『誓いの合唱』など、活躍を続けた。

### 戦後の活躍
1945年（昭和20年）、傷病兵として復員した灰田は、芸名であった勝彦の名を本名にした。人気はさらに上昇し、リバイバルヒット「新雪」「燦めく星座」をはじめ、「紫のタンゴ」「東京の屋根の下」とレコードの大ヒットが続く。1946年（昭和21年）、高峰と日劇で公演した『ハワイの花』は、連日超満員の観客動員を果たし、まさに絶頂期を迎えるのであった。戦争のため、関係を引き裂かれていた地元ハワイのフローレンス君子と1948年（昭和23年）に結婚。
スクリーンでは、東宝映画『歌え太陽』をスタートとして、『花くらべ狸御殿』『銀座カンカン娘』『狸銀座を歩く』など、主にミュージカル的な歌謡映画に数多く出演している。「立教出身者で固めよう」と自身が企画した映画『歌う野球小僧』は、上原謙、笠置シズ子らの共演により成功し、大ヒットした主題歌「野球小僧」は野球好きな灰田のテーマソングともなった。
昭和20年代後半に入っても、「アルプスの牧場」では見事なヨーデルを披露し大ヒット、その後も「水色のスーツケース」「新橋駅でさようなら」とヒットが続く。この頃、野球選手の別所毅彦、大相撲の東富士、俳優の鶴田浩二らと義兄弟の契りを交わし映画『四人の誓い』に出演して話題となる。
民放ラジオが設立されると、放送におけるコマーシャルソングが盛んに作られたが、その第一号である小西六フィルム（現・コニカミノルタ）の「僕はアマチュアカメラマン」を歌ったのも彼であった。初期のNHK紅白歌合戦（NHK総合・ラジオ第1）の常連大物歌手の一人でもあり、計6回出場している（詳細は下記参照）。第3回（1952年）と第7回（1956年）では白組のトリを務めた。
小林亜星は「日本のポップスの歴史は、戦前から戦後にかけて活躍した灰田勝彦さんにそのルーツをさかのぼる」と評している。

### キャリア後年
灰田は昭和30年代に入ると徐々に人気は衰えてくるが、ラジオ・テレビに活躍は続き、作曲なども手掛けるようになった。昭和40年代のなつメロブームでは、欠かせない存在として活躍。1978年（昭和53年）1月15日放送の『第173回 NHKビッグショー 灰田勝彦・青年66才』（NHK総合）はFMラジオでの再放送や番組のLP発売がされ、人気の健在振りを示した。
芸能生活45周年を迎えた頃、灰田は歌手の淡谷のり子に招かれ亡くなる半年前に淡谷の事務所に移籍する。灰田が単なる懐メロ歌手ではなく現役のエンターテイナーとして健在であることを示すべく企画が進められるなどしていた矢先の1982年（昭和57年）5月21日、銀座の高級クラブで行われたショー出演中に体調不良を訴えはじめ、数日後入院。軽度の脳出血だったため約1ヶ月の入院・リハビリを経て退院したがその直後末期の肝臓ガンであることが判明し、従兄弟が院長を務めていた半蔵門病院に再入院する。治療を続け、体調も回復していた。
しかし10月26日、朝食後に容態が急変し、妻の君子と長女に見守られながら71歳で死去した。朝食をとった直後はまだ容体は安定しており、灰田が大好きだったプロ野球の放送時間を気にして「おい、1時になったら日本シリーズをつけてくれ」と言ったのが灰田の最後の言葉になった。
葬儀には芸能界に留まらず、各界の著名人が顔を連ねた。
11月3日に予定されていた灰田の母校である立教大学に「鈴懸の径」の歌碑の除幕式への出席を心待ちにしていた矢先で、当日の除幕式には灰田に代わり母校の先輩で灰田とは約半世紀に及ぶ親交があった歌手ディック・ミネが音楽番組の収録を中途で抜けて駆けつけ、晴彦や君子未亡人らとともに式に出席。号泣しながら「鈴懸の径」を歌いその死を悼んだ。墓所は港区金蔵寺。

## 人物
性格は喧嘩っ早く、人情家で義理堅かった為、「ハワイ生まれの江戸っ子」と呼ばれていた。なお命名したのは、南海ホークス・読売ジャイアンツでエースとして活躍し、灰田とは『義兄弟』と呼び合うほどの仲だった別所毅彦であった。
芸能界随一の野球好きで知られ、バックバンド等のメンバーで野球チームを結成、ピッチャーとして還暦過ぎまでマウンドに立ち続け、「歌の合間に野球をするのか、野球の合間に歌を歌っているのか」とまで言われた。また立教大学の後輩である長嶋茂雄やホームラン王の王貞治など、多くのプロ野球のスター選手とも親交があった。1977年（昭和52年）には、王選手に捧げる歌として「燃えるホームラン王」を作曲して自ら歌っている。
また父親が広島出身のため、1966年（昭和41年）、杉村春子や梶山季之などの広島出身者が結成した「広島東洋カープを優勝させる会」にも参加した。その他、南海ホークスの球団歌も歌っている。
また麻雀好きでも有名で、1972年（昭和47年）には「マージャン唱歌」「恋の東南西北」を自ら作曲し、吹き込んでいる。
ハワイ生まれということで、戦時中は軍部からはかなり睨まれた為に軍人嫌いだった。また日本食が好きで、お茶漬け・梅干・新香が大好物だった。
キャリア後年に愛用していたウクレレ、マーチン#1Mは親交の深かった高峰秀子から贈られたものだったが、これは灰田が以前に愛用していたウクレレを高峰が「弾くのに事欠いて、お尻の下にひいて壊してしまった」ため、そのことを気にした高峰がハワイに行った際に買って帰ってきたものである。1978年（昭和53年）1月15日放送のNHK総合の番組「ビッグショー」内では、このウクレレ一本の伴奏に乗せて高峰と思い出の曲を唄うシーンがある。

## 代表曲
| 曲名                         | 発売年              | 作詞               | 作曲                       | レーベル   | 備考                                                                                         |
| ---------------------------- | ------------------- | ------------------ | -------------------------- | ---------- | -------------------------------------------------------------------------------------------- |
| 浅草ブルース                 | 1934年 （昭和9年）  | サトウ・ハチロー   | 紙恭輔                     | ポリドール | レコード初吹込み 藤田稔・名義                                                                |
| ハワイのセレナーデ           | 1936年 （昭和11年） | 佐伯孝夫           | 灰田晴彦                   | ビクター   | 事実上のデビュー盤                                                                           |
| ブルー・ムーン               | 1936年 （昭和11年） | 永田哲夫（訳詞）   | L.Hart R.Rogers            | ビクター   | 原曲は、"Blue Moon"                                                                          |
| 青い小径                     | 1937年 （昭和12年） | 永田哲夫（訳詞）   | Johnny Noble               | ビクター   | 原曲は、"In a Royal Hawaiian Hotel"                                                          |
| 雨の酒場                     | 1937年 （昭和12年） | 佐伯孝夫           | 佐々木俊一                 | ビクター   |                                                                                              |
| 真赤な封筒                   | 1937年 （昭和12年） | 永田哲夫（訳詞）   | ティルザー                 | ビクター   | 原曲は、"Oh By Jingo"                                                                        |
| アロハ・オエ                 | 1937年 （昭和12年） | 佐伯孝夫           | 佐々木俊一                 | ビクター   | 原曲は、"Aloha oe"                                                                           |
| あゝ東京は夜もすがら         | 1937年 （昭和12年） | 佐伯孝夫           | 三宅幹夫                   | ビクター   | 小林千代子とのデュエット                                                                     |
| 愛国行進曲                   | 1937年 （昭和12年） | 森川幸雄           | 瀬戸口藤吉                 | ビクター   | 四家文子、徳山璉、中村淑子との合唱                                                           |
| いとしの青馬よ               | 1938年 （昭和13年） | 梅原しげる（訳詞） | B.Hill                     | ビクター   | 原曲は、"Empty Saddles"                                                                      |
| かちどきの歌                 | 1938年 （昭和13年） | 大岡惇             | 佐々木俊一                 | ビクター   | 波岡惣一郎との合唱                                                                           |
| 皇軍大捷の歌                 | 1938年 （昭和13年） | 福田米三郎         | 堀内敬三                   | ビクター   | 徳山璉、波岡惣一郎との合唱                                                                   |
| 北京夜曲                     | 1939年 （昭和14年） | 若杉雄三郎         | 山田栄一                   | ビクター   |                                                                                              |
| 興亜行進曲                   | 1940年 （昭和15年） | 今沢ふきこ         | 福井文彦                   | ビクター   | 波岡惣一郎、藤原亮子、水原美也子との合唱                                                     |
| 燦めく星座                   | 1940年 （昭和15年） | 佐伯孝夫           | 佐々木俊一                 | ビクター   | 南旺（東宝）映画『秀子の応援団長』主題歌                                                     |
| 峠の我が家                   | 1940年 （昭和15年） | 佐伯孝夫（訳詞）   | アメリカ民謡               | ビクター   |                                                                                              |
| こりゃさの音頭               | 1940年 （昭和15年） | 灰田晴彦           | 灰田晴彦                   | ビクター   |                                                                                              |
| お玉杓子は蛙の子             | 1940年 （昭和15年） | 永田哲夫 東辰三    | ハワイ民謡                 | ビクター   | 原曲はハワイ民謡 "Na Moku 'Eha" 2002年まで今川一彦と東辰三の作詞と誤って著作権登録されていた |
| 森の小径                     | 1940年 （昭和15年） | 佐伯孝夫           | 灰田晴彦                   | ビクター   |                                                                                              |
| ジャワのマンゴ売り           | 1942年 （昭和17年） | 門田ゆたか         | 佐野鋤                     | ビクター   | 大谷冽子とのデュエット                                                                       |
| マニラの街角で               | 1942年 （昭和17年） | 佐伯孝夫           | 清水保雄                   | ビクター   | 歌上艶子とのデュエット                                                                       |
| 新雪                         | 1942年 （昭和17年） | 佐伯孝夫           | 佐々木俊一                 | ビクター   | 大映映画『新雪』主題歌                                                                       |
| 鈴懸の径                     | 1942年 （昭和17年） | 佐伯孝夫           | 灰田晴彦                   | ビクター   |                                                                                              |
| 空の神兵                     | 1942年 （昭和17年） | 梅木三郎           | 高木東六                   | ビクター   | 大谷冽子とのデュエット                                                                       |
| バタビアの夜は更けて         | 1943年 （昭和18年） | 佐伯孝夫           | 清水保雄                   | ビクター   |                                                                                              |
| 美しき編隊                   | 1943年 （昭和18年） | 門田ゆたか         | 灰田晴彦                   | ビクター   |                                                                                              |
| 加藤部隊歌 （加藤隼戦闘隊）  | 1943年 （昭和18年） | 田中林平           | 岡野正幸 原田喜一 森屋五郎 | ビクター   |                                                                                              |
| ラバウル海軍航空隊           | 1943年 （昭和18年） | 佐伯孝夫           | 古関裕而                   | ビクター   |                                                                                              |
| 紫のタンゴ                   | 1947年 （昭和22年） | 佐伯孝夫           | 飯田信夫                   | ビクター   |                                                                                              |
| あの日あの時                 | 1947年 （昭和22年） | 上山雅輔           | 灰田晴彦                   | ビクター   |                                                                                              |
| 東京よさようなら             | 1947年 （昭和22年） | 佐々木俊一         | 佐々木俊一                 | ビクター   |                                                                                              |
| 東京の屋根の下               | 1949年 （昭和24年） | 佐伯孝夫           | 服部良一                   | ビクター   |                                                                                              |
| わが夢わが歌                 | 1949年 （昭和24年） | 佐伯孝夫           | 服部良一                   | ビクター   | 新東宝映画『銀座カンカン娘』主題歌                                                           |
| アルプスの牧場               | 1951年 （昭和26年） | 佐伯孝夫           | 佐々木俊一                 | ビクター   |                                                                                              |
| 水色のスーツケース           | 1951年 （昭和26年） | 井田誠一           | 利根一郎                   | ビクター   |                                                                                              |
| 野球小僧                     | 1951年 （昭和26年） | 佐伯孝夫           | 佐々木俊一                 | ビクター   |                                                                                              |
| わが青春は夢に似て           | 1951年 （昭和26年） | 佐伯孝夫           | 佐々木俊一                 | ビクター   |                                                                                              |
| 恋人                         | 1951年 （昭和26年） | 佐伯孝夫           | 服部正                     | ビクター   | 久慈あさみとのデュエット、新東宝映画『恋人』主題歌                                           |
| 恋は銀座の柳から             | 1952年 （昭和27年） | 佐伯孝夫           | 佐々木俊一                 | ビクター   | 市丸とのデュエット                                                                           |
| ボクはアマチュア・カメラマン | 1952年 （昭和27年） | 三木鶏郎           | 三木鶏郎                   | ビクター   | 日本初のコマーシャルソング                                                                   |
| 新橋駅でさようなら           | 1953年 （昭和28年） | 紫かずま           | 佐々木俊一                 | ビクター   |                                                                                              |
| ハイヌーン                   | 1953年 （昭和28年） | 井田誠一（訳詞）   | Dimitri Tiomkin            | ビクター   |                                                                                              |

## NHK紅白歌合戦出場歴
| 年度/放送回               | 放送日   | 会場                       | 回 | 曲目              | 出演順 | 対戦相手      | 備号        |
| ------------------------- | -------- | -------------------------- | -- | ----------------- | ------ | ------------- | ----------- |
| 1952年（昭和27年）/第2回  | 1月3日   | NHK東京放送会館第1スタジオ | 初 | アルプスの牧場    | 10/12  | 二葉あき子    |             |
| 1953年（昭和28年）/第3回  | 1月2日   | NHK東京放送会館第1スタジオ | 2  | 野球小僧          | 12/12  | 笠置シヅ子    | 白組トリ    |
| 1953年（昭和28年）/第4回  | 12月31日 | 日本劇場（日劇）           | 3  | 東京の屋根の下    | 06/17  | 笠置シヅ子(2) |             |
| 1956年（昭和31年）/第7回  | 12月31日 | 東京宝塚劇場               | 4  | 白銀の山小舎で    | 25/25  | 笠置シヅ子(3) | 白組トリ(2) |
| 1957年（昭和32年）/第8回  | 12月31日 | 東京宝塚劇場               | 5  | 野球小僧（2回目） | 23/25  | 越路吹雪      |             |
| 1959年（昭和34年）/第10回 | 12月31日 | 東京宝塚劇場               | 6  | 僕は野球の選手    | 19/25  | 淡谷のり子    |             |

- このうち、第7回・第8回・第10回はラジオ中継による音声が現存する。
- 第8回は灰田の歌唱中の写真も現存する[6]。
- 第10回は2009年4月29日放送のNHK-FM『今日は一日“戦後歌謡”三昧』の中で、灰田の歌の音声も含め全編の音声が再放送された（音声はモノラル）。